# Tüskéskezű álfarkaspók
A tüskéskezű álfarkaspók (Zoropsis spinimana) az álfarkaspókfélék családjába tartozó, Eurázsiában, Észak-Afrikában és Észak-Amerikában honos pókfaj. 

## Megjelenése
A nőstény testhossza 10-19 mm, a hímé 10-13 mm; szétterpesztett lábaik a 6-8 cm-t is elérhetik. Magyarországon a legnagyobb pókok közé tartozik. Színe hamvasszürkétől világosbarnáig terjed. Fejtora kerek, fejrészee széles, erőteljes. Felső oldalán jellegzetes, széttárt szárnyú lepkére emlékeztető mintázat látható. A fejdomb világos, a fej és a hátlemez találkozásánál, a hátulsó szemekkel egy vonalban két sötét folt látszik. A fejtor külső oldala világos, a középvonala felől sötét sávval szegélyezett. Nyolc szeme két sorban helyezkedik el: az alsó sor egyenes vonalban sorakozó négy szemből áll, amelyek előre néznek és a két külső szem nagyobb. A felső sor hátrafelé hajlik, a két középső szem előre, a szélsők oldalra néznek. A potroh felső oldalán kb. annak közepéig húzódó, hármas tagolású, sötétbarna mintázat; a hátsó harmadában hátrahajló, fordított M betűre emlékeztető, sötét vonalak látszanak.
Első kér pár lába a térdízig kontrasztosan mintázott, onnantól lefelé egyszínű sötétnek látszik, bár halványan gyűrűzött. A lábszárízek alsó oldalán két, egymással párhuzamosan futó tüskesor található. A harmadik és negyedik lábpár teljes hosszában gyűrűzött. A hímek lábai hosszabbak. 
Hasi oldala teljes egészében sárgásbarna, sűrűn elhelyezkedő kis, fekete foltokkal. A lábak csípőíze szintén sötéten pettyezett. A mellpajzs erősen szőrözött. A nőstények ivarlemeze sötét, a potroh többi részétől jól elkülönül. A potroh közepén a foltok sötét mintává gyűlnek össze. 

### Hasonló fajok
Nőstényei és nem ivarérett hímjei a pokoli cselőpókkal és a szongáriai cselőpókkal; az ivarérett hímek inkább a nagy zugpókkal téveszthetők össze. A fejtor és a potroh, valamint a hasoldal mintázata, a szemek elhelyezkedése és a lábak színe alapján különböztethetők meg egymástól.   

## Elterjedése
Eredetileg a mediterrán térségben (Dél-Európa, Észak-Afrika, Közel-Kelet) élt, de a 20. század végétől elterjedt Európa számos országában, Grúziában, sőt Észak-Amerikában is (az USA Kalifornia államában). Magyarországon először 2013-ban észlelték, Szombathelyen; azóta az ország több helyén is észlelték.  

## Életmódja
Eredetileg erdőkben él, ahol napközben kövek, fakérgek alatt rejtőzik szövedékkel kibélelt búvóhelyén. Éjszaka vadászik különféle ízeltlábúakra. Hálót nem sző, zsákmányát gyors lerohanással ejti el. A megfogott áldozatot nem csomagolja szövedékbe, mielőtt elfogyasztaná. Eredeti élőhelyén is gyakran húzódik épületekbe, északi terjeszkedése során pedig szinte kizárólag épületeken találták meg, a közép-európai telet a szabadban nem viseli el. 
A megtermékenyített nőstények a nappali lakószövedékben vagy hozzá hasonló hálóban, rejtett, zavartalan helyekre rakják le petecsomóikat (akár többet is, összesen 20-50) petét. Ezekből 40-45 nap múlva kelnek ki az ivadékok. Anyjuk egészen szétszéledésükig aktívan őrzi őket. 
Ha megzavarják menekül, de ha sarokba szorítják az embert is megmarja. Marása tűszúrásszerű fájdalmat okoz, de a pillanatnyi ijedtségen kívül más veszélyt nem jelent. 

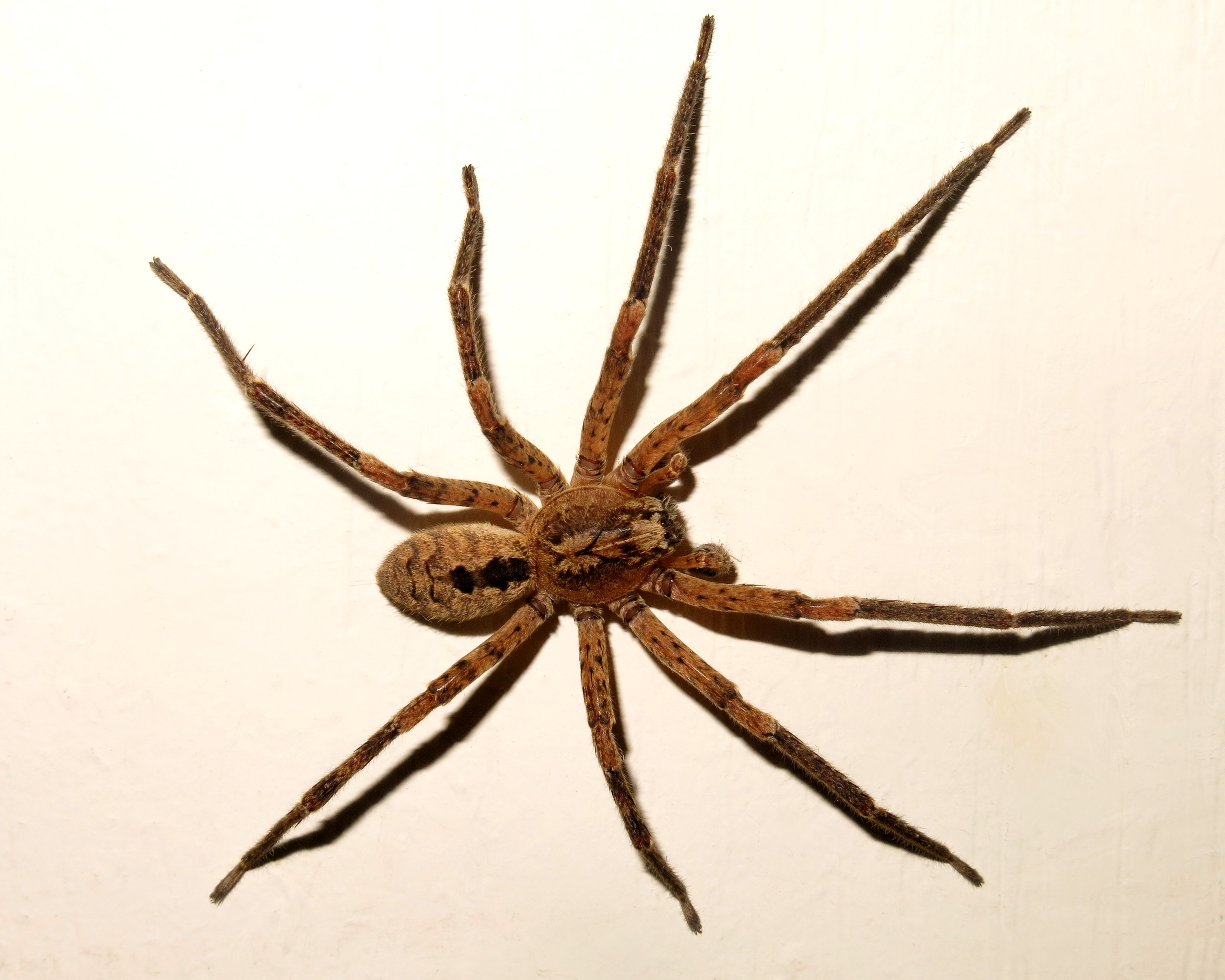
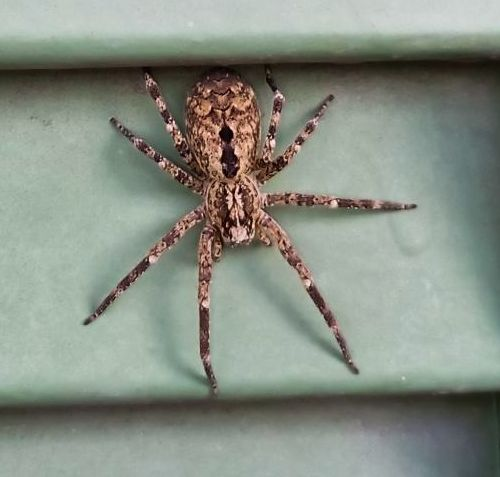
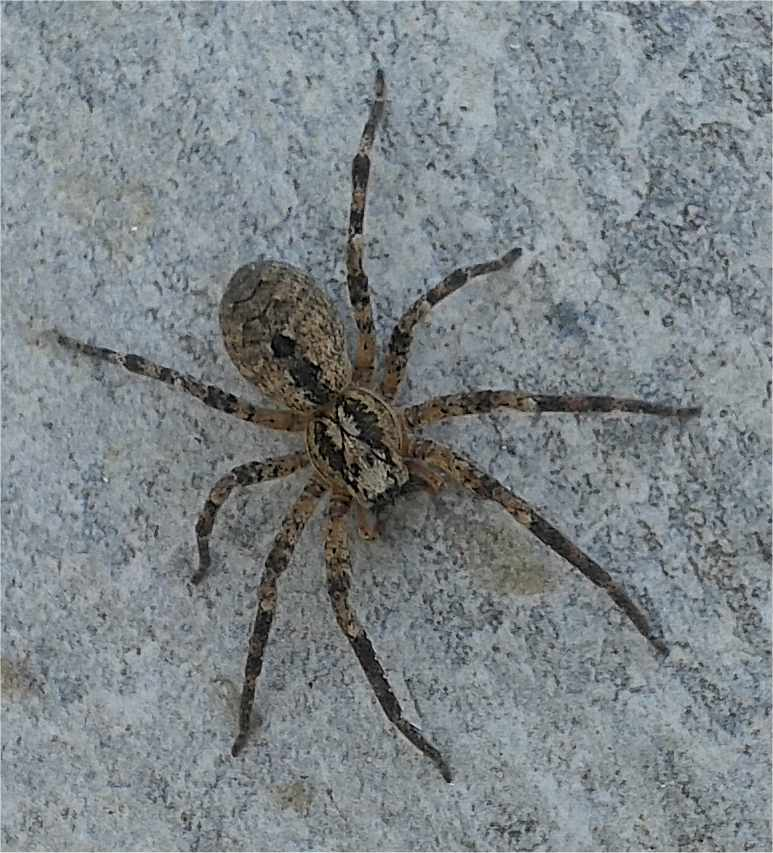
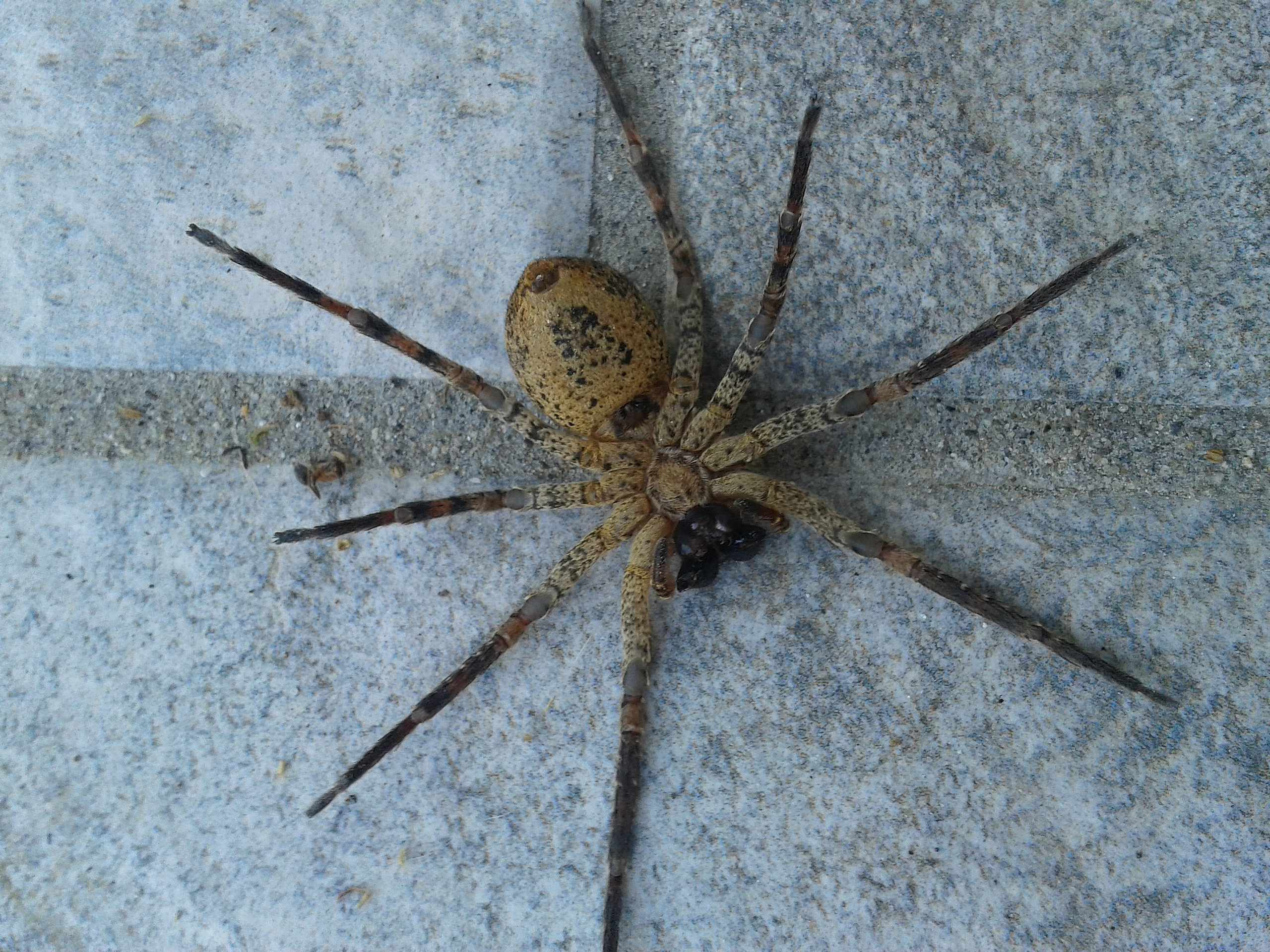
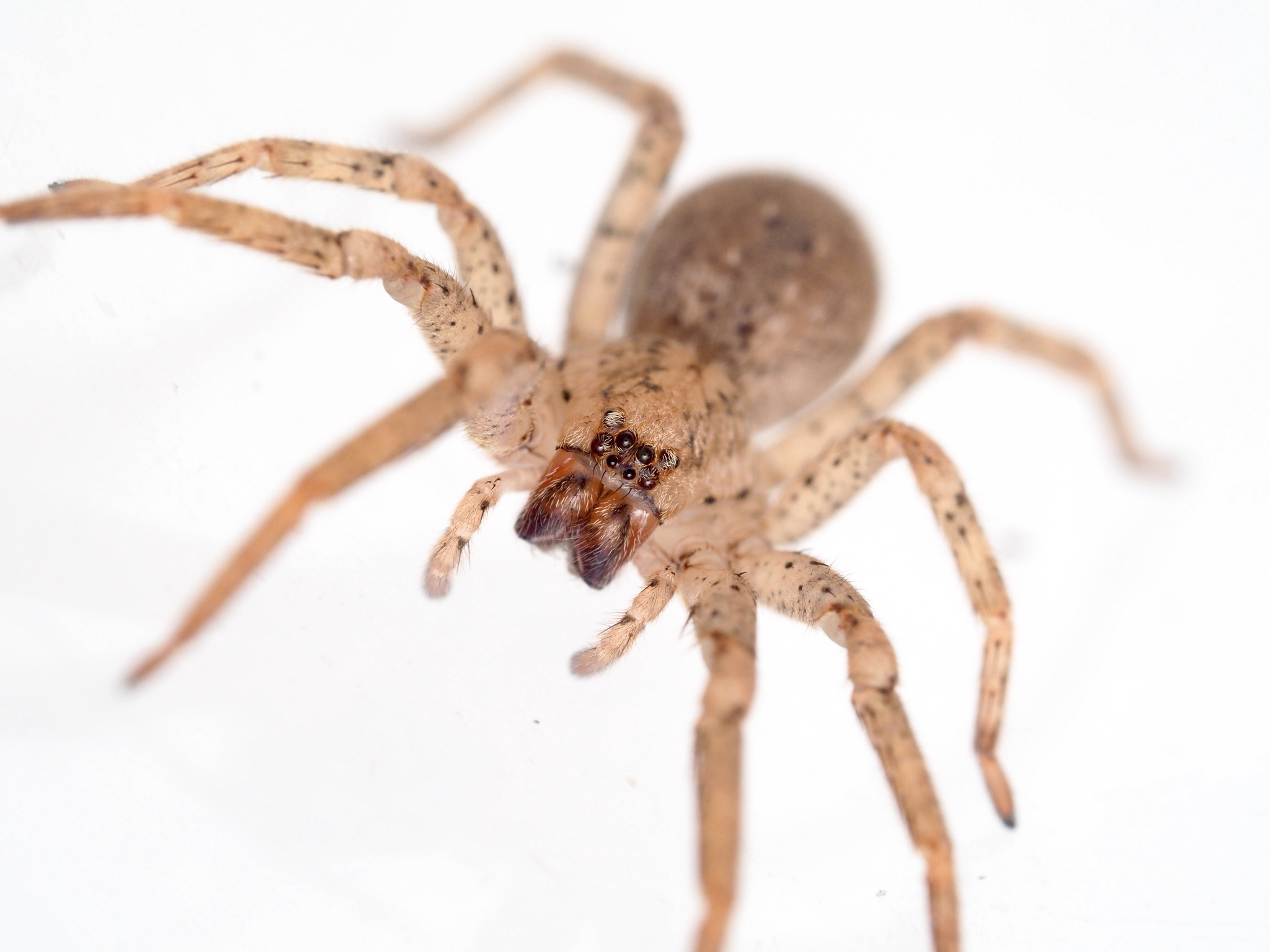